# Ocean Master
De Ocean Master is een superschurk uit de strips van DC Comics. Hij is een vaste tegenstander van Aquaman. Hij maakte zijn debuut in Aquaman #29 (september 1966), en werd bedacht door Bob Haney en Nick Cardy.

## Biografie

### Pre-Crisis
Orm Curry was Aquamans halfbroer, de zoon van Tom Curry (Aquamans vader) en een vrouw genaamd Mary O'Sullivan. Hij groeide op in de schaduw van zijn heldhaftige halfbroer, en ergerde zich aan het feit dat hij geen van Aquamans krachten had.
Toen hij werd getroffen door geheugenverlies verdween hij enkele jaren, en dook toen weer op als de Ocean Master. Hij had tevens de naam Orm Marius aangenomen. Als Ocean Master was hij een high-tech piraat die eerst schepen overviel, maar later natuurrampen ging veroorzaken.
Aquaman wist direct wie Ocean Master werkelijk was, en vermeed daarom altijd een directe confrontatie met de schurk. Dit deed Ocean Master denken dat Aquaman bang voor hem was. Hij maakte een kostuum zodat hij onder water kon leven, en besloot Aquamans troon te veroveren.
Orm kreeg zijn herinneringen uiteindelijk terug toen Deadman zijn lichaam overnam. Dit veranderde echter niets aan zijn haat tegen Aquaman.

### Post-Crisis
Na het verhaal “Crisis on Infinite Earth’s” kreeg Ocean Master een nieuwe achtergrond. Hij was nu de zoon van Atlan, Aquamans biologische vader, en een Inupiaqvrouw.
De moderne Ocean Master maakte zijn debuut in Aquaman: Time and Tide (Februari 1994), waarin Aquaman zijn levensverhaal vertelde. Orm en Aquaman ontmoetten elkaar voor het eerst op de Noordpool, en het kwam meteen tot een gevecht. Orm wilde de troon van Atlantis nadat hij had ontdekt dat zijn vader een Atlanteaanse tovenaar was. In deze tijd wisten noch hij, noch Aquaman dat ze halfbroers waren. Aquaman was de eerste die de connectie legde.
Ocean Master verkocht zijn ziel aan de demon Neron in ruil voor magische krachten. Aquaman wist Ocean Master ervan te overtuigen dat ze half-broers waren, maar deze ontdekking dreef Ocean Master nog meer tot waanzin. Hij sloot zich aan bij Lex Luthors Injustice Gang.
Een van Ocena Masters laatste acties was het veranderen van de realiteit, zodat hij Aquaman werd en Orin juist Ocean Master. In deze realiteit was Aquaman een superschurk en Ocean Master een held.

## Krachten en vaardigheden
Doordat hij zijn ziel aan Neron heeft verkocht beschikt Ocean Master over magische krachten. Hij kan magische energie manipuleren voor verschillende effecten, waaronder telepathie en bliksembollen. De bron van deze kracht is een magische drietand.
Deze macht heeft echter een keerzijde. Zijn gezicht is zwaar verminkt, en indien hij van de drietand wordt gescheiden veroorzaakt dit bij hem intense pijn.
Ocean Master gebruikt ook andere apparatuur, zoals een speciaal pak waarmee hij onder water kan ademen, en een lichaamspantser.

## In andere media
Ocean Master deed onder zijn echte naam, Orm, mee in een aflevering van de serie Justice League, waarin hij eveneens de troon van Atlantis probeert te bemachtigen. In deze serie is hij een volbloed Atlanteaan en lid van de koninklijke raad. Zijn stem werd gedaan door Richard Green.
Er waren plannen om Orm, ditmaal wel in kostuum en met de naam Ocean Master, terug te laten keren in een latere aflevering, maar die plannen zijn nooit doorgegaan.
Orm Marius / Ocean Master maakt zijn liveaction debuut in Aquaman (2018) gespeeld door Patrick Wilson. Hier is hij de jongere, volbloed broer van Arthur, maar hij heeft een haat tegenover hem en hun moeder Atlanna. Hij was de koning van Atlantis die met de zeven koninkrijken het land wou aanvallen, omdat zij de oceanen vervuilen. Arthur wordt aangemoedigd door Mera en Nuidis Vulko om hem van de troon te verstoten om dit te voorkomen en hem tegen te houden en dit lukt uiteindelijk ook. Orm wordt opgepakt door Nuidis Vulko.